# Albești (Botoșani)
Albești è un comune della Romania di 6 871 abitanti, ubicato nel distretto di Botoșani, nella regione storica della Moldavia.
Il comune è formato dall'unione di 6 villaggi: Albești, Buimăceni, Costiugeni, Jijia, Mășcăteni, Tudor Vladimirescu.